# Малые Горбы (Новгородская область)
Малые Горбы — деревня в Старорусском районе Новгородской области в составе Медниковского сельского поселения.

## География
Находится в южной части Новгородской области на расстоянии приблизительно 13 км на юг-юго-восток по прямой от районного центра города Старая Русса.

## История
На карте 1847 года уже была обозначена. В 1908 году здесь (Старорусский уезд Новгородской губернии) было учтено 16 дворов.

## Население
Численность населения: 52 человека (1908 год), 34 (русские 100 %) в 2002 году, 31 в 2010.